# 710

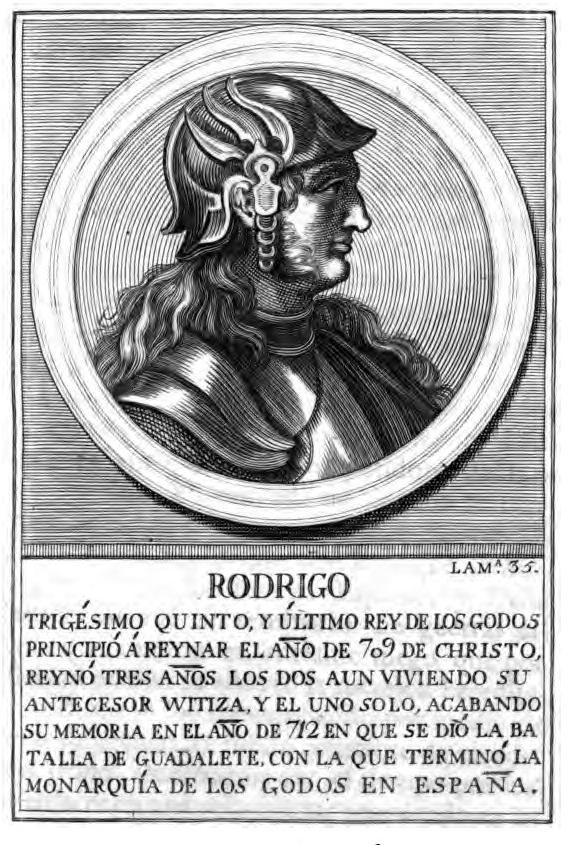
Koning Roderik van de Visigoten

Het jaar 710 is het 10e jaar in de 8e eeuw volgens de christelijke jaartelling.

## Gebeurtenissen

### Europa
- Roderik pleegt een staatsgreep na het overlijden van koning Witiza, en bestijgt de troon als koning van de Visigoten. In Septimanië (Zuid-Frankrijk) komt de Visigotische adel in opstand en roept de wettige erfgenaam, de 10-jarige Achila II, uit tot koning van het Visigotische Rijk. Er ontstaan in Visigotisch Spanje twee rivaliserende koninkrijken, de aanhangers van Achila roepen de hulp in van de Moren.
- Lantfrid wordt hertog van het vrijwel onafhankelijke Allemannië. De Franken blijven het stamhertogdom domineren, onder het bewind van Pepijn van Herstal krijgt het middeleeuwse feodalisme steeds meer gestalte. (Waarschijnlijke datum.)
- De Ruiter van Madara wordt uitgehakt in de rotsen bij de stad Sjoemen (Bulgarije). Het monument stelt mogelijk Tervel voor, heerser (khagan) van het Bulgaarse Rijk. (Waarschijnlijke datum.)
- Ribe op Jutland wordt gesticht als marktplaats van Friezen en Noormannen.

### Arabische Rijk
- De Omajjaden veroveren Ceuta in Noord-Afrika en voeren een plunderveldtocht langs de Spaanse kust. Tariq ibn Zijad wordt benoemd tot gouverneur van Tanger (huidige Marokko) en stationeert er een garnizoen (1700 man).
- Stichting van het Emiraat Nekor in de Rifstreek van het huidige Marokko.
- 27 oktober - De Saracenen veroveren Sardinië.

### Azië
- Keizerin Genmei verhuist de regering van Fujiwara naar Nara (Honshu). De hoofdstad telt ongeveer 200.000 inwoners en is omgeven door boeddhistische tempels. Begin van de Naraperiode: In Japan ontstaan de "kuge" (ambtenarenadel) en de "buke" (adel van krijgers), de latere samoerai (zie: 794).
- Koning Tridé Tsungtsen van Tibet trouwt met Jingcheng, een Chinese prinses van de Tang-dynastie. (Dit volgens de Tibetaanse annalen)

## Religie
- De eerste (houten) Al-Aqsa Moskee op de Tempelberg in Jeruzalem wordt voltooid. (Waarschijnlijke datum.)
- Kalief Al-Walid I geeft opdracht tot de bouw van de Grote Moskee van Aleppo (Syrië).

## Geboren
- Lullus, aartsbisschop van Mainz (waarschijnlijke datum)
- Walburga, Angelsaksisch missionaris (waarschijnlijke datum)

## Overleden
- 25 juni - Cuneburga (50), Angelsaksisch abdis
- 3 juli - Tang Zhongzong (53), keizer van China (Tang) (684, 705-710)
- Witiza, koning der Visigoten
- Cunethrith, Angelsaksisch abdis (waarschijnlijke datum)
- Dominica van Glastonbury, Iers martelares (waarschijnlijke datum)
- Emebertus, Frankisch geestelijke (waarschijnlijke datum)